# День зачатия
«День зачатия» (англ. D.O.C.) — 18-й эпизод третьего сезона телесериала «Остаться в живых», и 67-й во всём сериале. Премьера эпизода состоялась 25 апреля 2007 года. Сценарий к эпизоду написали Эдвард Китсис и Адам Хоровиц, а режиссёром стал Фредерик И. О. Туа. Центральный персонаж эпизода — Сун Хва Квон (Юнджин Ким).
Название эпизода ссылается к сюжету эпизода, где пытаются обнаружить дату зачатия ребёнка Сун.

## Сюжет

### Воспоминания
В воспоминаниях мы видим Сун в парке. Женщина средних лет, сидящая рядом с ней, указывает на свадебную фотографию Сун с Джином Су Квоном (Дэниел Дэ Ким) в газете и спрашивает, не она ли это. Сун подтверждает, что это она. Женщина предполагает, что было бы большим позором, если бы мир узнал, что дочь из богатой семьи Пайк вышла замуж за мужчину, чья мать является проституткой. Женщина требует деньги в качестве шантажа.
Позже Сун расспрашивает мужа о его семье. Он рассказывает ей, что его мать умерла, когда он был ребёнком, а затем рассказывает противоречивые истории о том, когда умер его отец. Когда Сун настаивает на дополнительной информации, он злится и просит её оставить эту тему. Сун навещает отца Джина без его ведома, и тот подтверждает рассказ женщины. Он никогда не говорил Джину, что его мать была проституткой и всё ещё жива, и он умоляет Сун не говорить Джину правду. Он также упоминает, что вырастил Джина в одиночку и даже не уверен, что он является его биологическим отцом.
Затем Сун навещает своего отца (Байрон Чунг) и просит денег. Когда он требует объяснений, она говорит ему, что никогда не вмешивалась в его дела, которые явно незаконны, и хотела бы такого же уважения. Однако она признаёт, что эти деньги спасут от большого позора того, кого она любит. Мистер Пайк понимает, что она имеет в виду Джина, и говорит ей, что за ним останется долг, и что он будет работать на него напрямую, а не в качестве администратора.
Джин обнаруживает деньги в сумочке Сун. Она признаёт, что получила их от отца, но утверждает, что они только для мебели и их медового месяца. Джин говорит, что он больше не хочет быть в долгу у её отца, и просит её вернуть их. Сун соглашается, затем идёт прямо в парк, где её ждёт женщина. Она даёт ей деньги, затем раскрывает, что она знает о личности женщины: она — биологическая мать Джина. Шантажистка бессердечно отмахивается от этого, и Сун грозится, что её отец убьёт женщину, если она расскажет Джину о своём существовании.

### Беременность Сун
На острове Джек Шепард (Мэттью Фокс) расспрашивает о беременности Сун таким образом, что это вызывает у неё подозрения. Сун спрашивает Кейт Остин (Эванджелин Лилли) о преданности Джека. Кейт предлагает ей поговорить с Джульет Бёрк (Элизабет Митчелл), которая раскрывает, что беременные женщины умирают на острове. Джульет убеждает её пойти вместе с ней на станцию «Посох». Выясняется, что женщины, забеременевшие на острове, не выживают. Сун говорит, что Джин был бесплоден до прихода на остров, а также, что у неё был роман с Чжэ Ли до катастрофы. Она боится раскрыть эти факты Джину. Тесты показывают, что зачатие произошло после аварии; следовательно, Джин является отцом. Джульет тайно оставляет сообщение для Бена Лайнуса (Майкл Эмерсон) на магнитофоне, рассказывая о своих находках с Сун и обещая получить образец от Кейт. Затем она останавливает запись и шепчет: «Я тебя ненавижу.»

### Парашютистка
Между тем Десмонд Хьюм (Генри Иэн Кьюсик), Хьюго «Хёрли» Рейес (Хорхе Гарсиа), Джин и Чарли Пэйс (Доминик Монаган) спорят о том, как заботиться о парашютистке, Наоми Доррит (Марша Томасон). Хёрли случайно выстреливает из ракетницы. Вскоре после этого появляется Михаил Бакунин (Эндрю Дивофф), считавшийся погибшим в одном из предыдущих эпизодов. Он пытается сбежать, но Джин останавливает его. Остальные трое допрашивают его, раскрывая, что Саид Джарра (Навин Эндрюс), Кейт и Джек сказали им, как он якобы был убит звуковым ограждением. Михаил говорит, что он был военврачом, и предлагает помочь спасти жизнь парашютистке, если его пообещают отпустить. Женщина то теряет сознание, то вновь приходит в него, в какой-то момент спрашивая на китайском, что случилось. Она также на португальском говорит им, что она не одна. Михаил, кажется, понимает это, но говорит Десмонду, что она всего лишь сказала «спасибо». Он сдерживает своё слово, а они своё. Джин не даёт Михаилу забрать телефон. Мужчине разрешают уйти с пустыми руками.
Парашютистка спрашивает Хьюго, кто он такой, и Хьюго говорит ей, что он был на рейсе Oceanic 815. В ответ на это она говорит: «Не может быть», потому что «Его [самолёт] нашли. Выживших не было. Все погибли.»

## Реакция
Во время первого показа эпизод посмотрели 11,86 миллионов зрителей.
Крис Каработт из IGN оценил эпизод на 8,5 из 10, похвалив Юнджин Ким, которая сделала «трогательное выступление в роли Сун, которая борется не только с мыслью, что она и её нерождённый ребёнок могут не дожить до срока, но и со знанием о том, что её ребёнок может быть не от Джина». В другой статье для IGN 2014 года, Эрик Голдман поставил «День зачатия» на 63-е место из всех эпизодов «Остаться в живых», где он также отметил финальную сцену с парашютисткой, сказав: «Подобные поддразнивания настолько хороши [и разочаровывающие], что они служат напоминанием о том, почему мы были так заинтригованы этим сериалом во время его всего показа». LA Times поставил этот эпизод на 29 место в списке лучших эпизодов сериала.